# Župnija Rob
Župnija Rob je rimskokatoliška teritorialna župnija dekanije Ribnica nadškofije Ljubljana.

### Farne spominske plošče
V župniji so postavljene Farne spominske plošče, na katerih so imena vaščanov iz okoliških vasi (Bavdki, Boštetje, Dednik, Dolščaki, Knej, Krvava peč, Laze, Mački, Marinčki, Mohorje, Naredi, Osredek, Purkače, Rob, Rupe, Sekirišče, Selo, Strletje, Tomažini, Uzamani, Veliki Osolnik, Vrh in Zgonče) ki so padli nasilne smrti na protikomunistični strani v letih 1942-1945. Skupno je na ploščah 79 imen.